# Prawo (film 1990)
Prawo (mossi Tilaï) – burkiński dramat filmowy z 1990 roku w reżyserii Idrissy Ouédraogo, zrealizowany w ramach międzynarodowej koprodukcji.
Film zdobył Grand Prix na 43. MFF w Cannes, ex aequo z japońskim Żądłem śmierci w reżyserii Kōhei Oguriego.

## Fabuła
Osadzona w czasach przedkolonialnych historia miłosnego trójkąta. Młody Afrykańczyk Saga po długiej nieobecności powraca do rodzinnej wioski i odkrywa, że obiecana mu narzeczona Nogma poślubiła jego własnego ojca, stając się według obowiązującego prawa jego matką. Sprzeciwiając się tradycji, młoda para wdaje się w romans, co nieuchronnie prowadzi do tragedii.

## Obsada
- Rasmané Ouédraogo – Saga
- Ina Cissé – Nogma
- Roukietou Barry – Kuilga
- Assane Ouédraogo – Kougri
- Sibidou Sidibe – Poko
- Moumouni Ouédraogo – Tenga
- Mariam Barry – Bore
- Seydou Ouédraogo – Nomenaba
- Mariam Ouédraogo – Koudpoko
- Daouda Porgo – Porgo
- Kogre Warma – Maiga
- Mamadou Ganame – Ganame
- Azeta Porgo – Azeta
- Noufou Ouédraogo – dziecko
- Salif Ouédraogo – domokrążca
- Amade Ganame – mieszkaniec wioski
- Issaka Porgo – mieszkaniec wioski
- Moumouni Selinga – mieszkaniec wioski
- Adame Sidibe – mieszkaniec wioski
- Boureima Warma – mieszkanka wioski
- Fati Ouédraogo – mieszkanka wioski[4]

## Produkcja
Zdjęcia kręcono na terenie Burkiny Faso.